# Ꝣ
Ꝣ, ꝣ – archaiczna litera alfabetu łacińskiego używana w niektórych rękopisach karolińskich. Jej kształt wywodzi się od kształtu litery Z w piśmie wizygockim. Była używana jako litera odrębna od Z w rękopisach w języku staroportugalskim i kastylijskim, w których oznaczała dźwięk [ts] (spółgłoskę zwarto-szczelinową dziąsłową bezdźwięczną). Z czasem Ꝣ uległa przekształceniu w Ç.

## Kodowanie
| Znak                   | Ꝣ                                 | Ꝣ                                 | ꝣ                               | ꝣ                               |
| ---------------------- | --------------------------------- | --------------------------------- | ------------------------------- | ------------------------------- |
| Nazwa w Unikodzie      | Latin Capital Letter Visigothic Z | Latin Capital Letter Visigothic Z | Latin Small Letter Visigothic Z | Latin Small Letter Visigothic Z |
| Kodowanie              | dziesiątkowo                      | szesnastkowo                      | dziesiątkowo                    | szesnastkowo                    |
| Unicode                | 42850                             | U+A762                            | 42851                           | U+A763                          |
| UTF-8                  | 234 157 162                       | ea 9d a2                          | 234 157 163                     | ea 9d a3                        |
| Odwołania znakowe SGML | &#42850;                          | &#xA762;                          | &#42851;                        | &#xA763;                        |